# Миколівка (Саратовська область)
Миколівка (рос. Никольевка) — присілок у Балашовському районі Саратовської області Російської Федерації.
Населення становить 53 особи. Належить до муніципального утворення Пінеровське муніципальне утворення.

## Історія
Населений пункт розташований у межах українського історичного та культурного регіону Жовтий Клин.
Від 23 липня 1928 року в складі Балашовського району Вольського округу Нижньо-Волзького краю. До цього належав до Балашовського повіту Самарської губернії.
З 1934 року підпорядковується Саратовському краю, з 1936 року — в складі Саратовської області. З 6 січня 1954 року по 19 листопада 1957 року район входив до складу Балашовської області.
Згідно із законом № 101-ЗСО від 27 грудня 2004 року органом місцевого самоврядування є Пінеровське муніципальне утворення.

## Населення
| 2010 |
| ---- |
| 53   |